# Jõgeva (hạt)
Hạt Jõgeva (tiếng Estonia: Jõgeva maakond), hay Jõgevamaa, là một trong 15 hạt ở Estonia. Nó nằm ở phần phía đông của quốc gia tiếp giáp với hạt Ida-Viru về phía đông bắc, Hồ Peipus về phía đông, hạt Tartu về phía nam, hạt Viljandi về phía tây nam, hạt Järva về phía tây bắc và hạt Lääne-Viru về phía bắc. Tháng January 2009 hạt Jõgeva có dân số 36.780 – chiếm 2,7% tổng dân số của Estonia.

## Lịch sử
Hạt Jõgeva hay Jõgevamaa được thành lập ngày 1 tháng 1 năm 1990 từ một phần của hạt Viljandimaa và hạt Tartumaa.

## Xã
Hạt này được chia thành các khu tự quản. Có 3 khu đô thị tự quản và 10 khu nông thôn tự quản ở hạt Jõgeva.

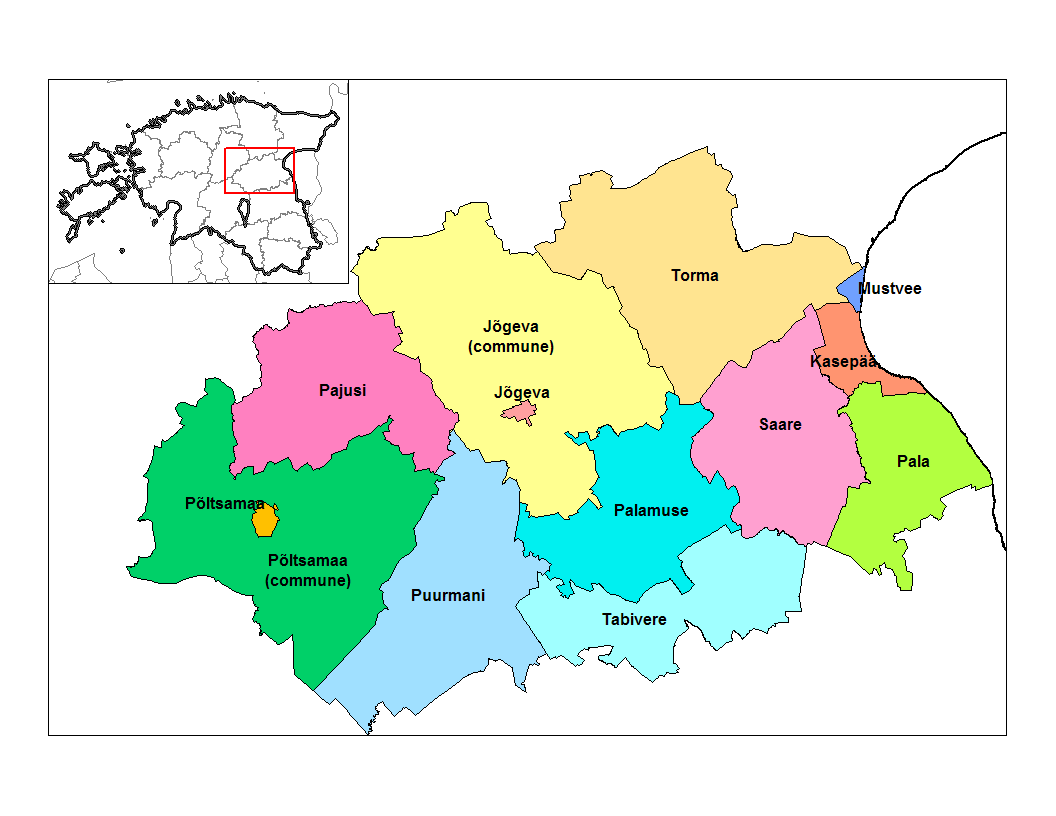
Các khu tự quản của hạt Jõgeva

Các khu đô thị tự quản:
- Jõgeva
- Mustvee
- Põltsamaa

Các khu nông thôn tự quản:
- Jõgeva
- Kasepää
- Pajusi
- Pala
- Palamuse
- Puurmani
- Põltsamaa
- Saare
- Tabivere
- Torma

## Hình ảnh

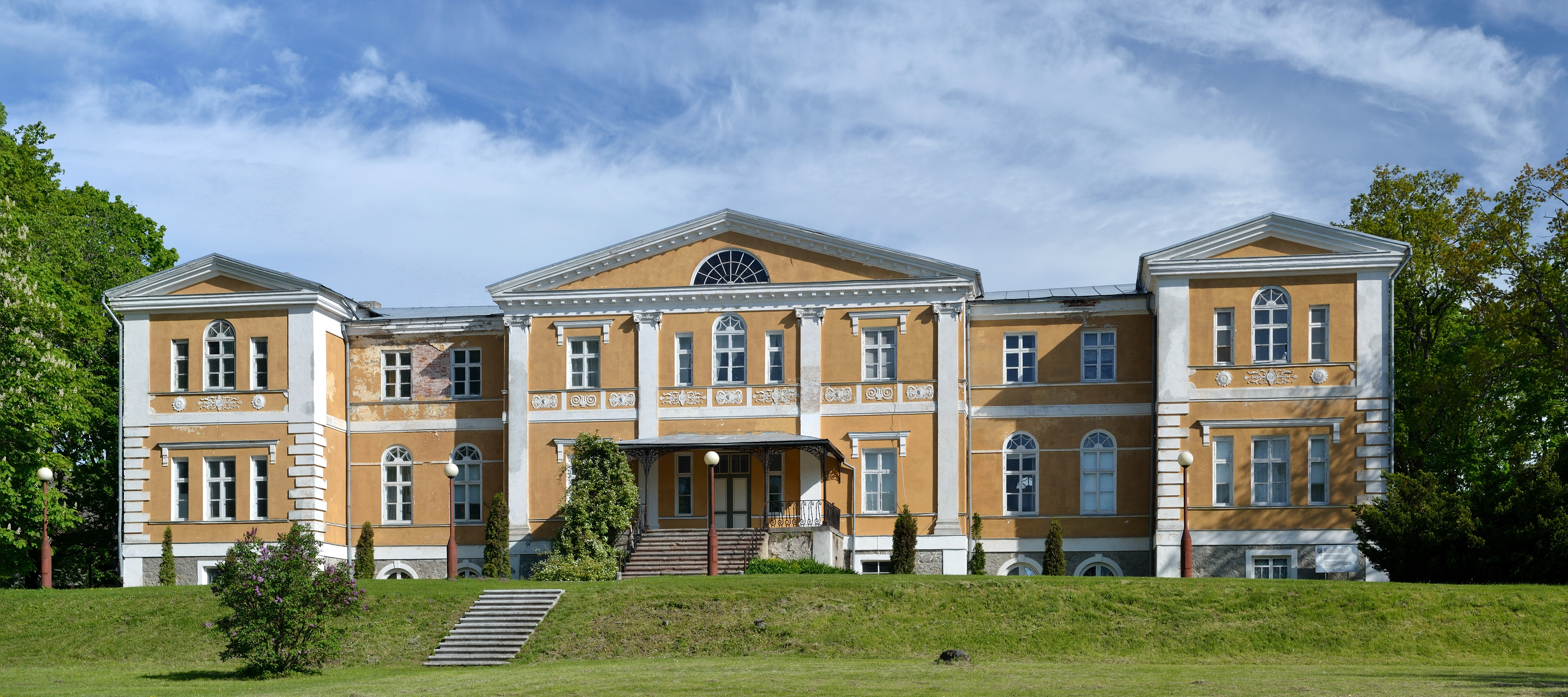
Gian chính biệt thự Kuremaa
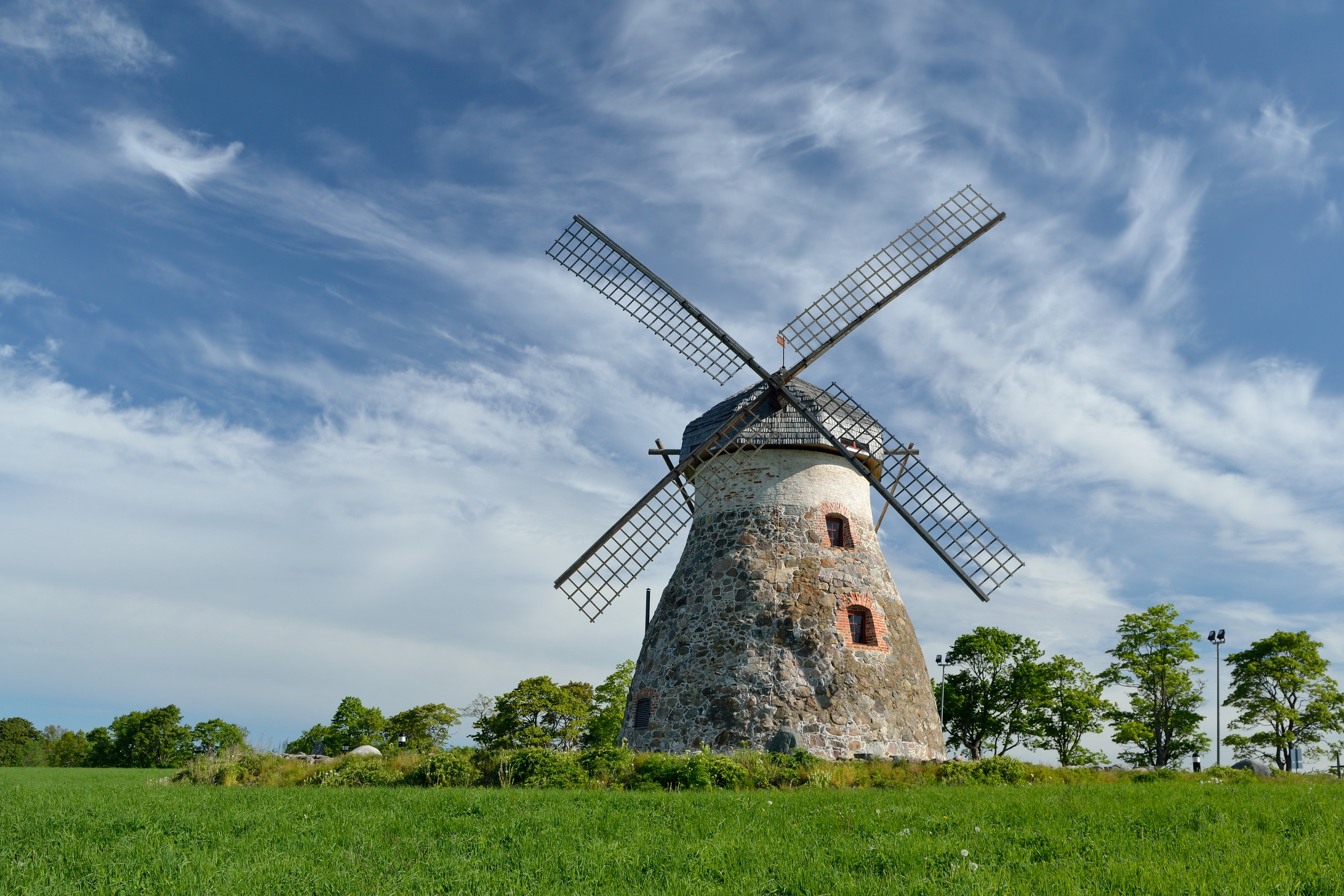
Cối xay gió Kuremaa
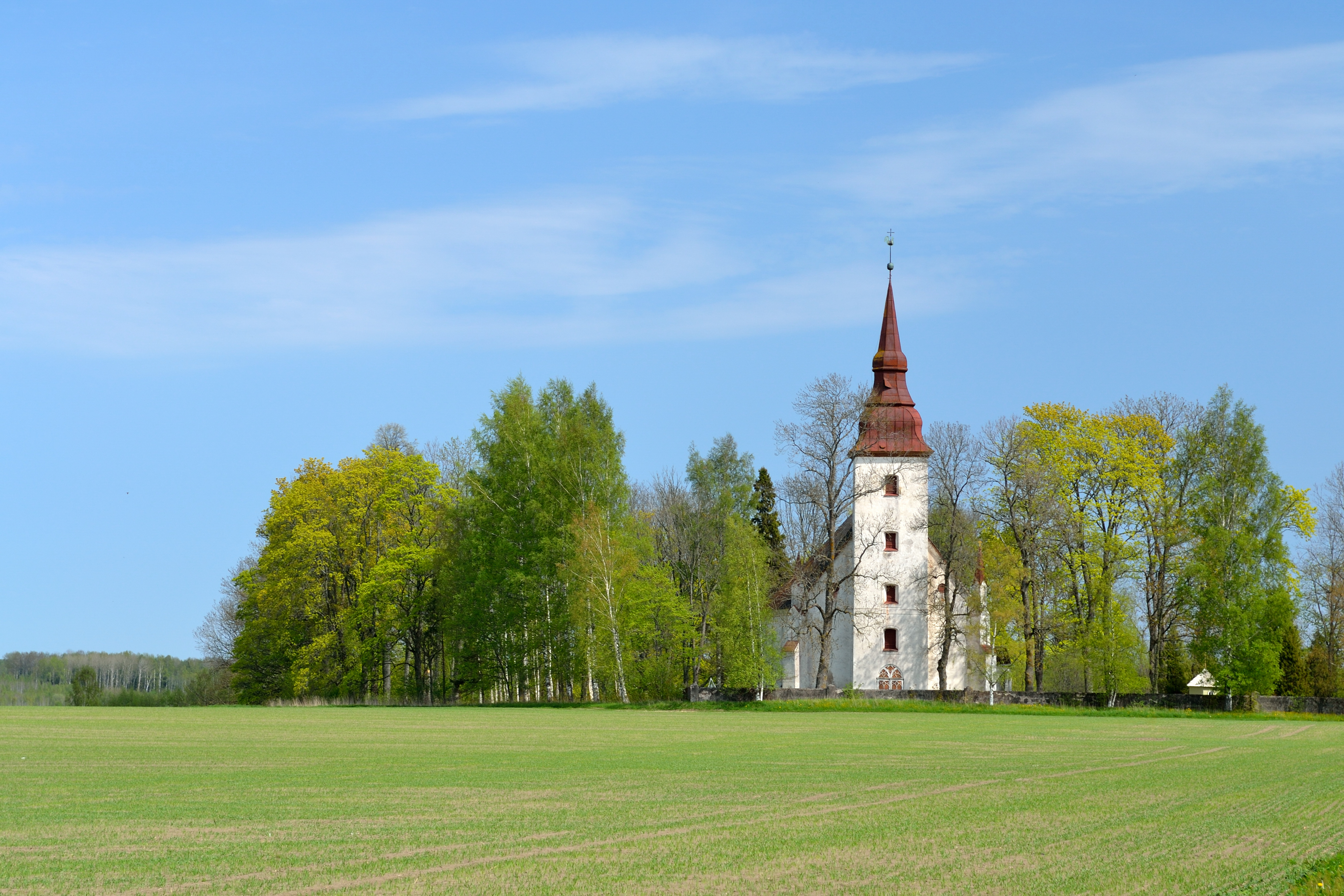
Nhà thờ Torma
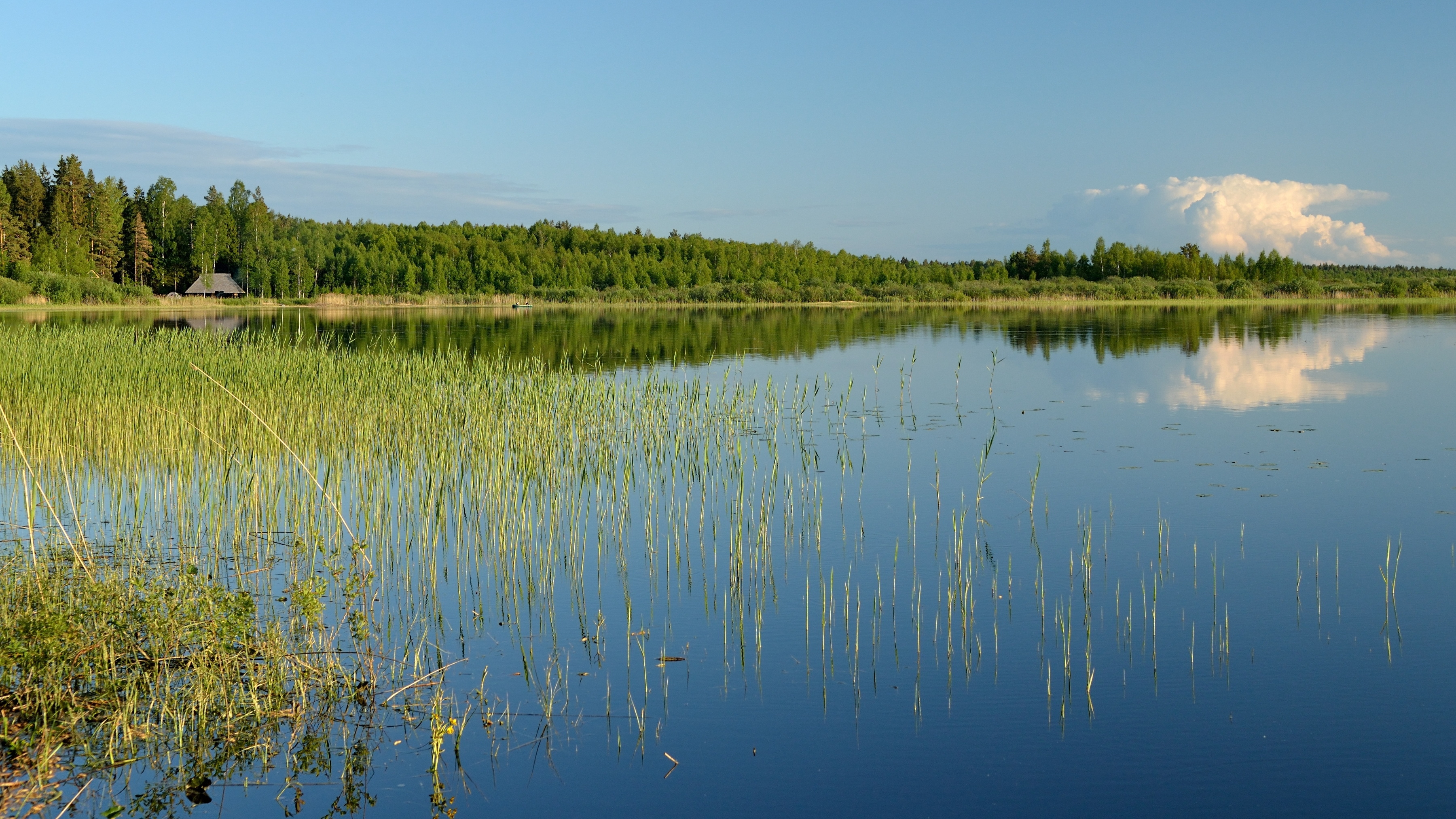
Hồ Kaiu
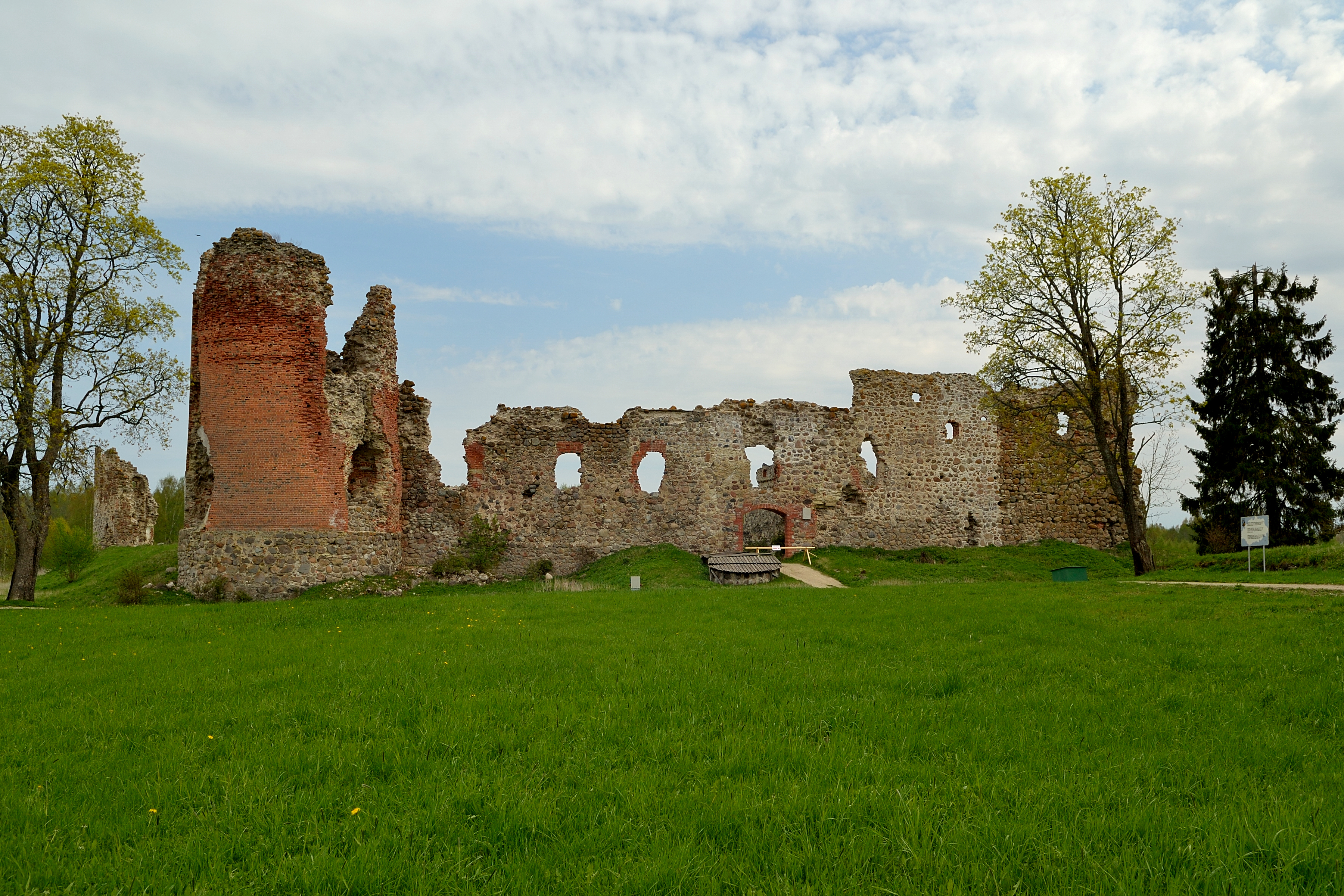
Lâu đài Laiuse
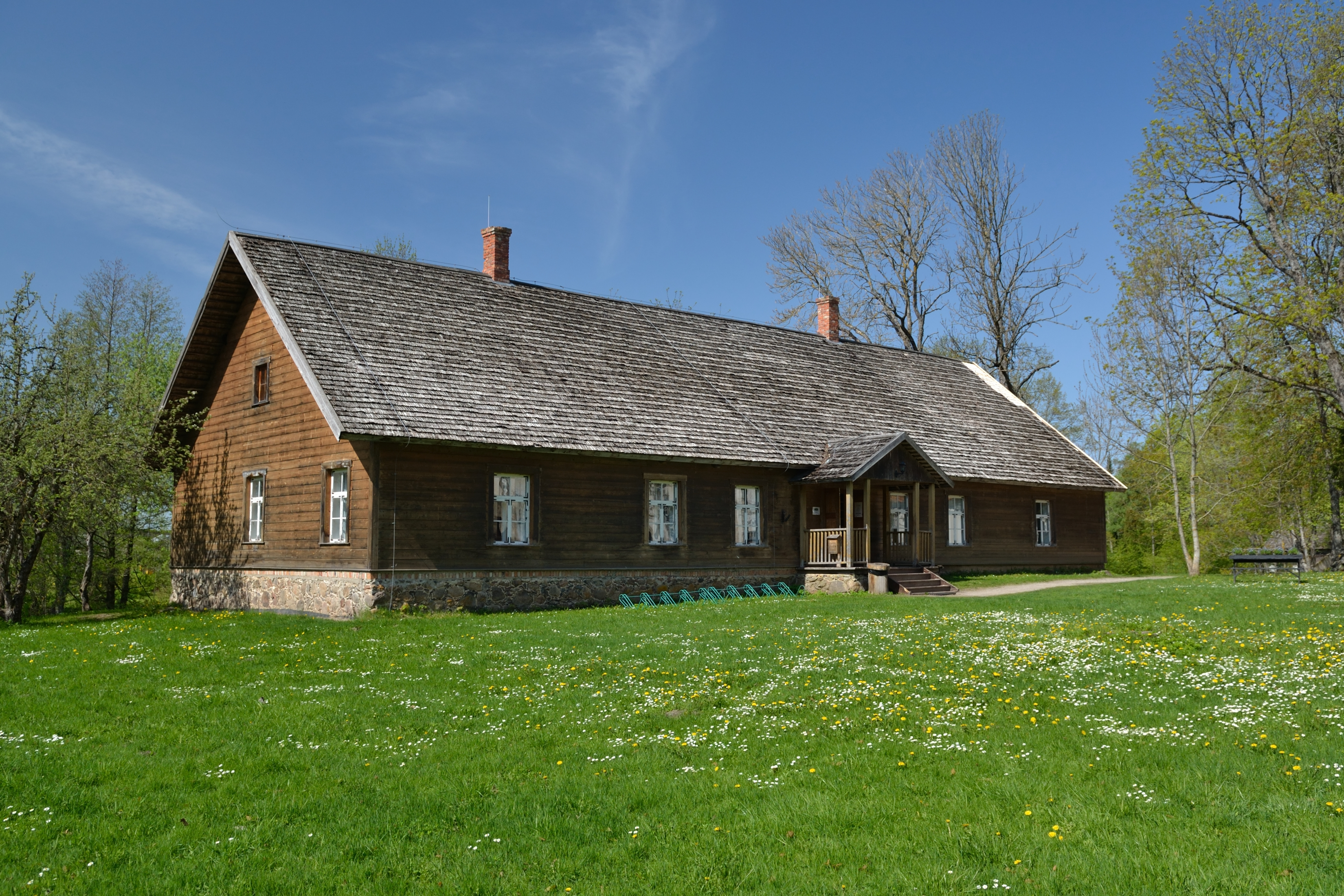
Trường Palamuse
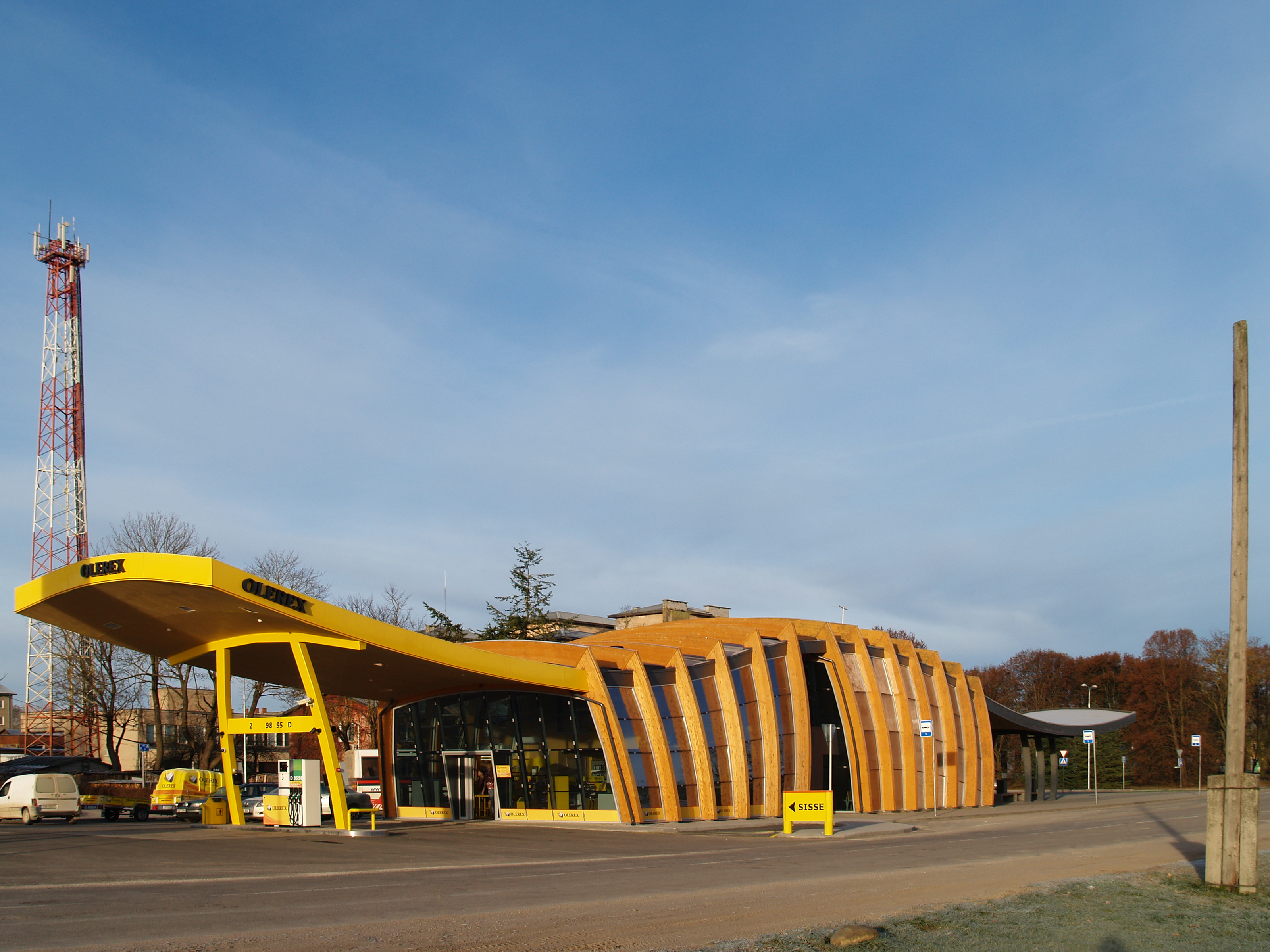
Trạm xe buýt Jõgeva
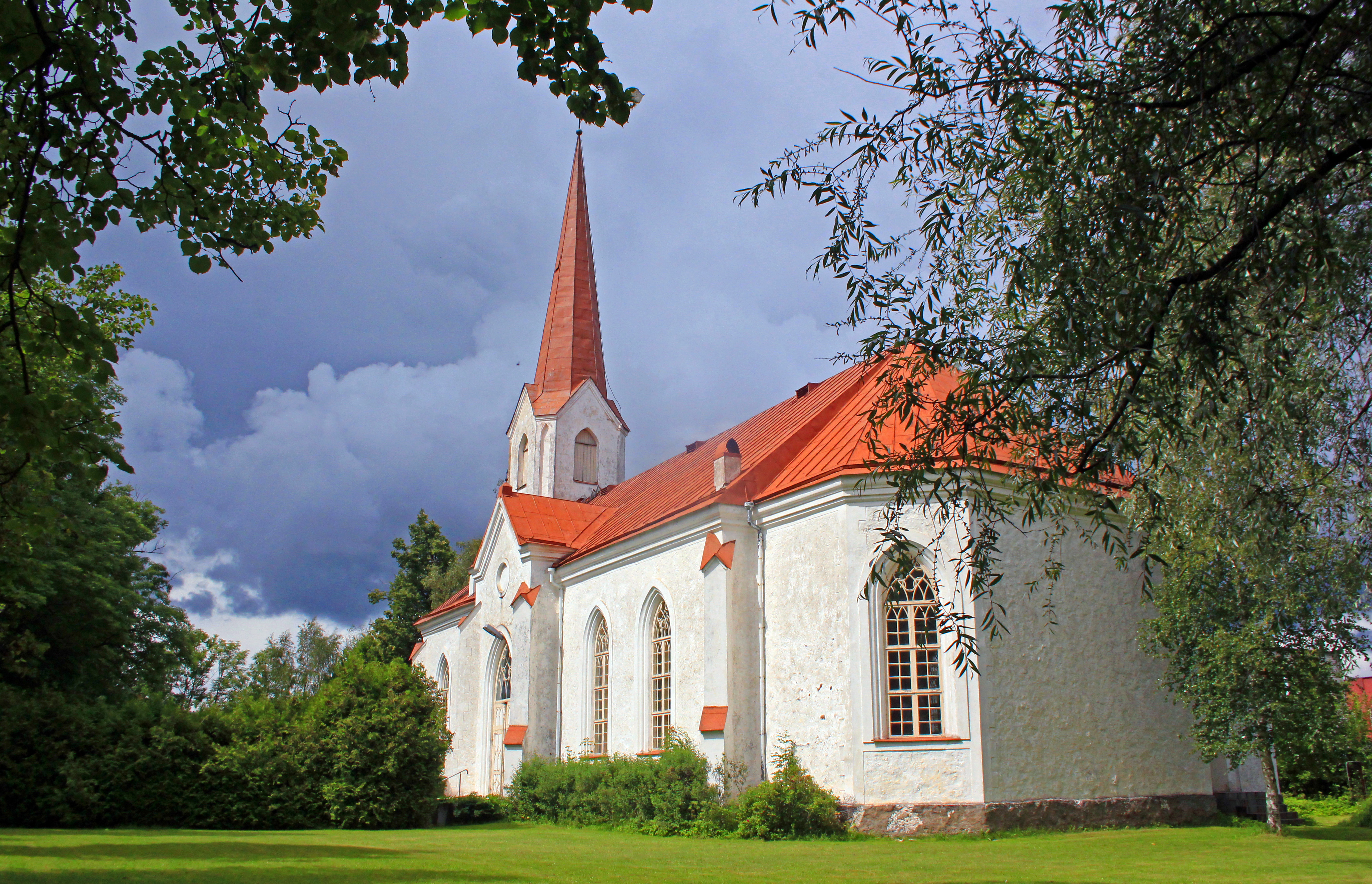
Nhà thờ Mustvee
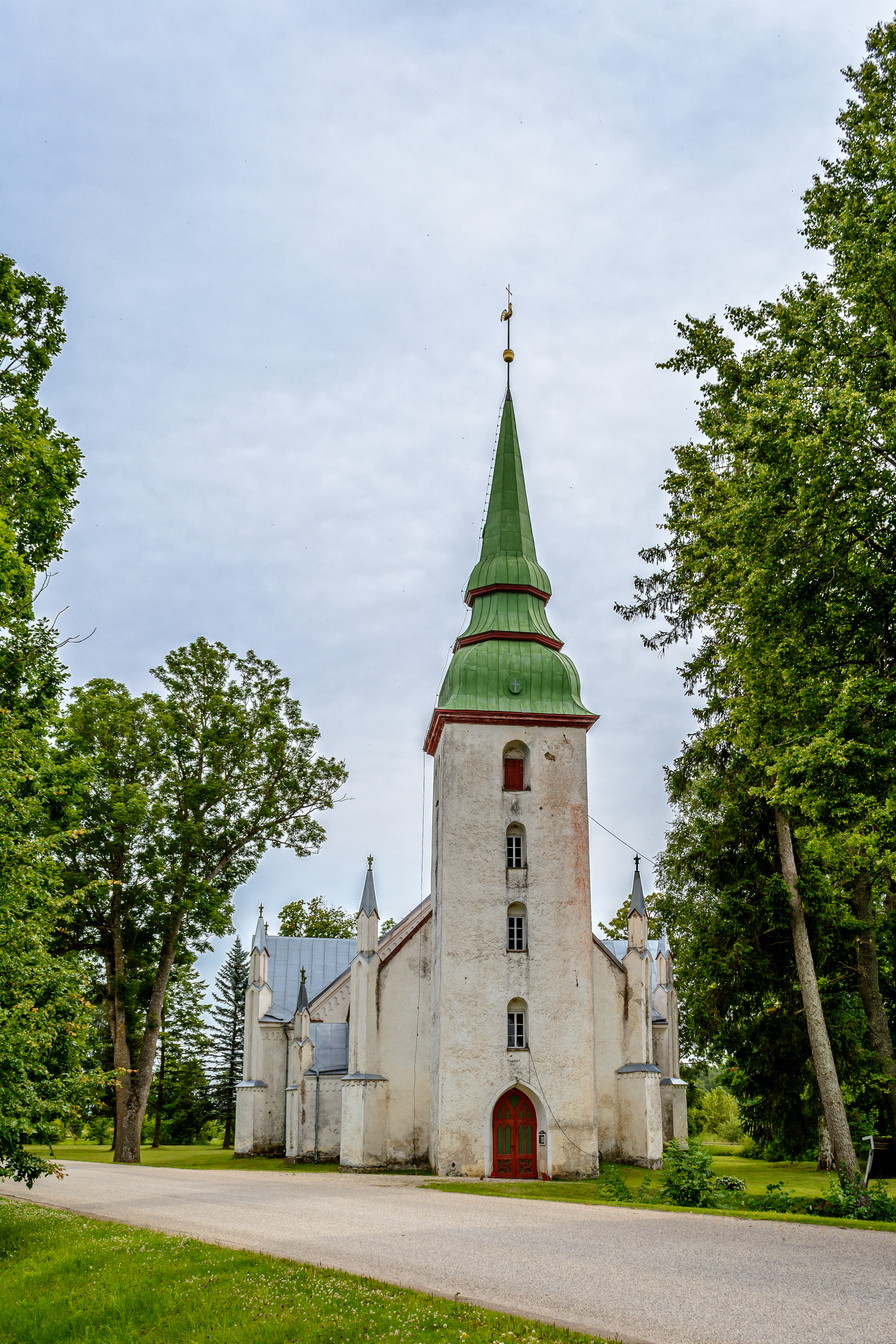
Nhà thờ Kursi
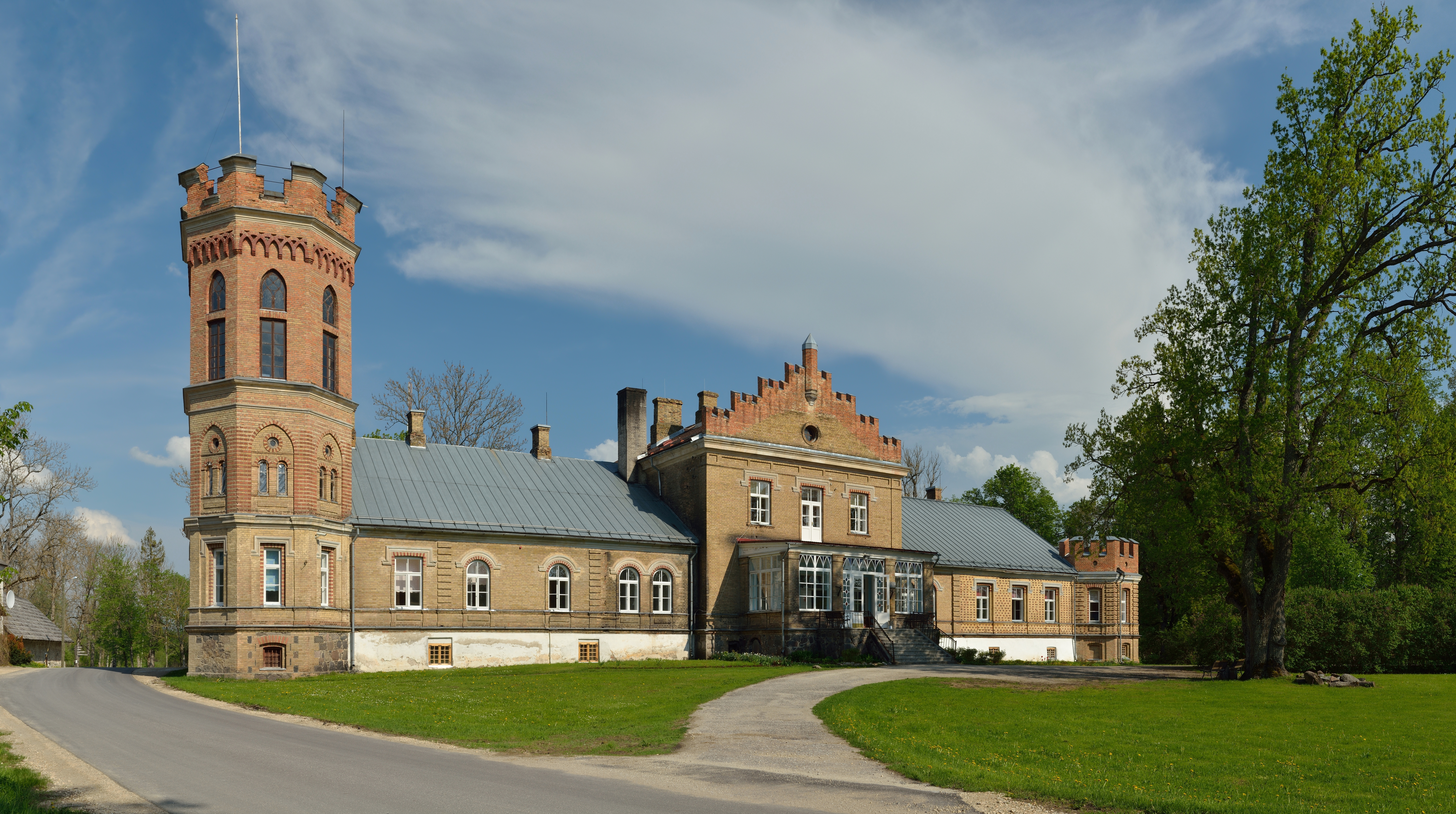
Gian chính biệt thự Lustivere
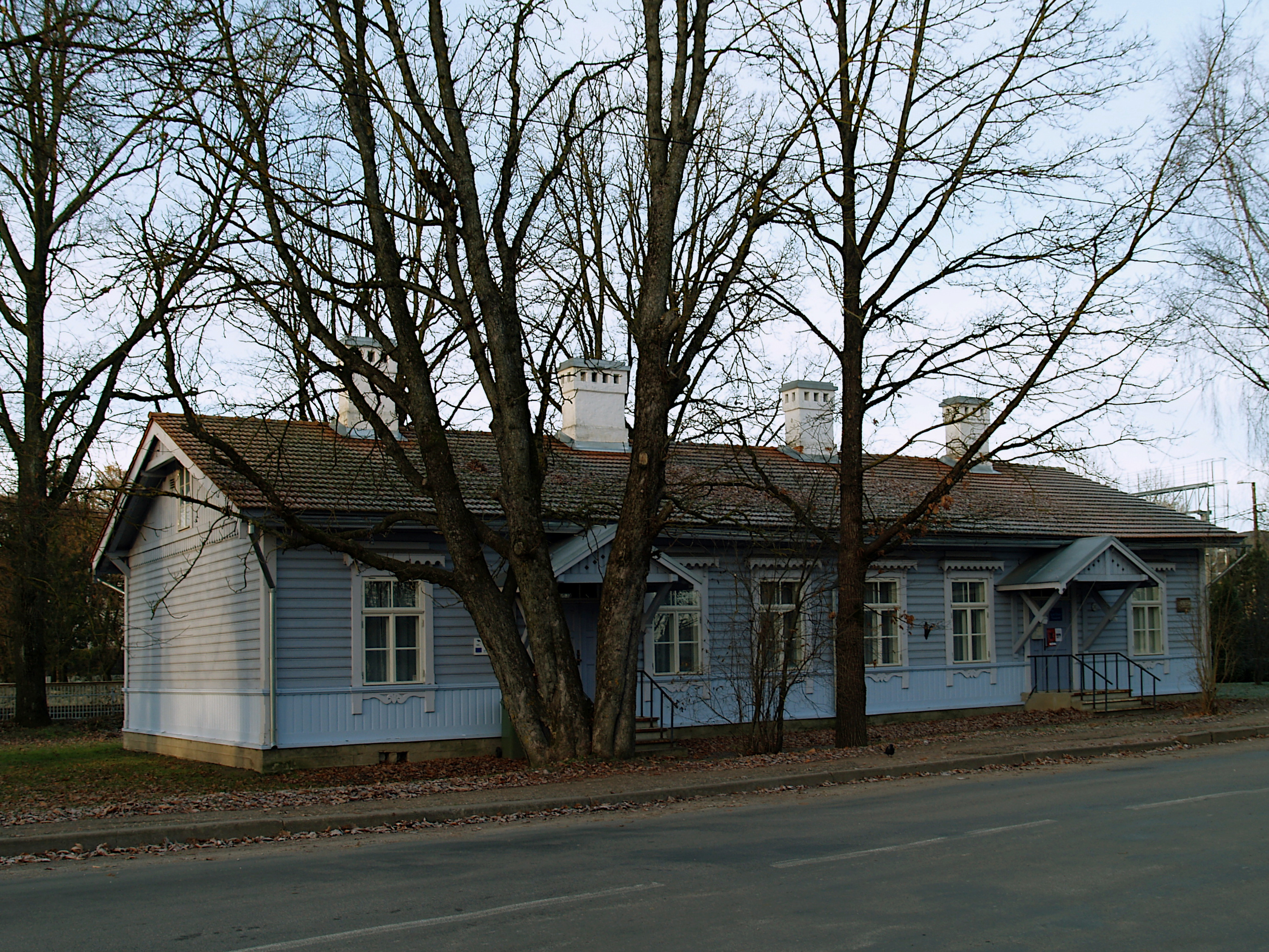
Bảo tàng Betti Alver ở Jõgeva
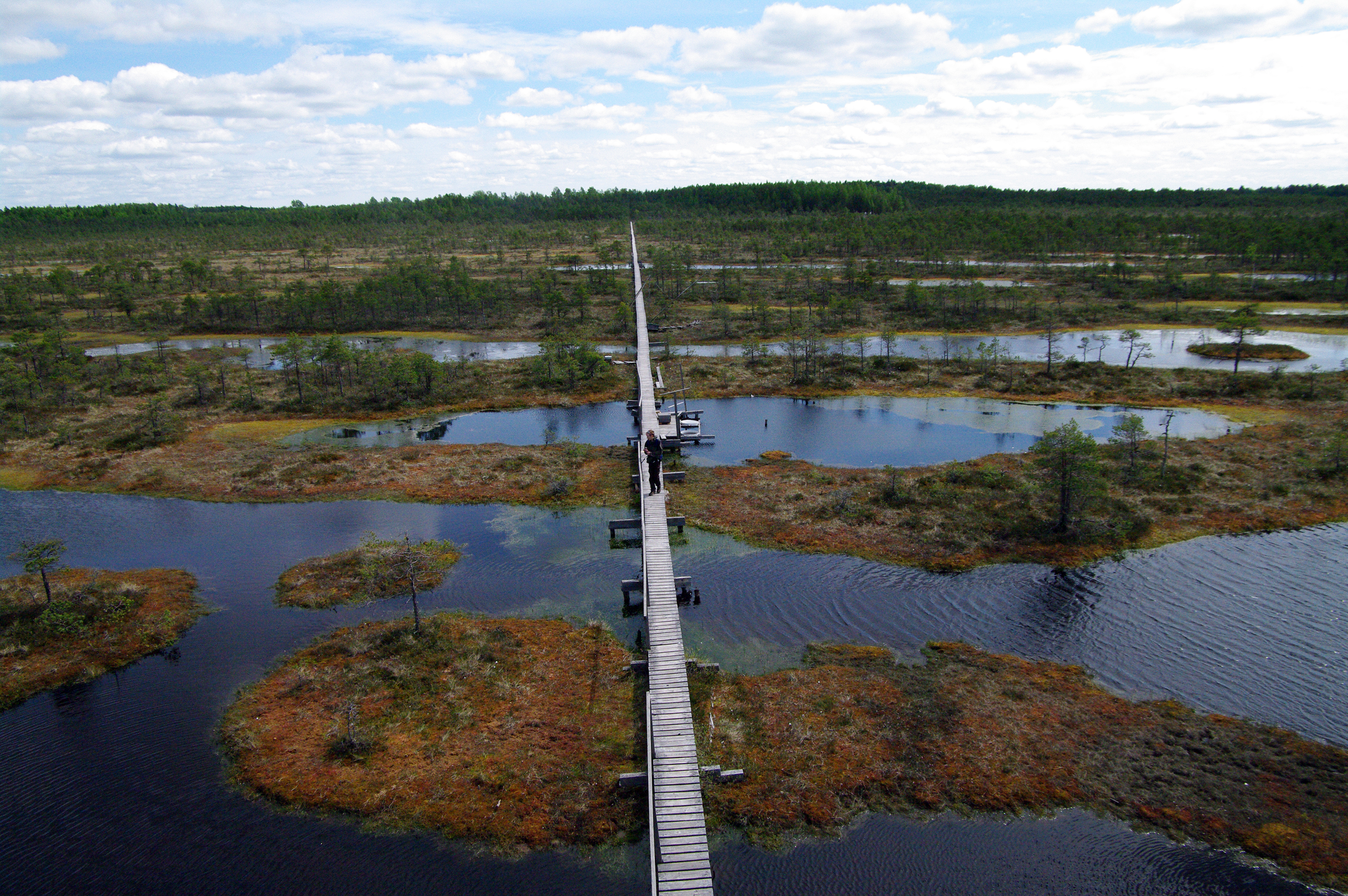
Đầm lầy Männikjärve ở Endla
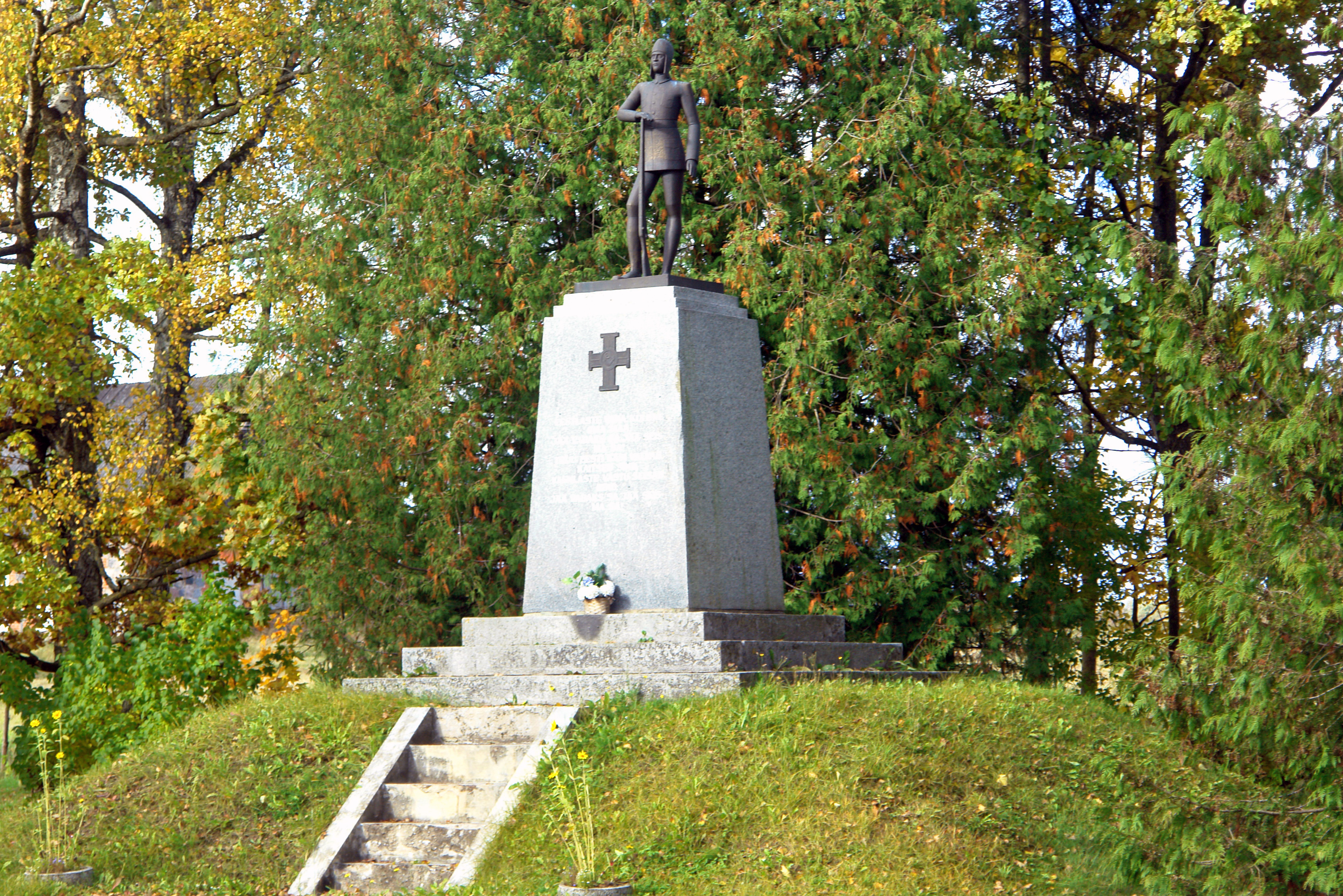
Tưởng niệm Ngày độc lập chiến thắng Estonia ở Kursi
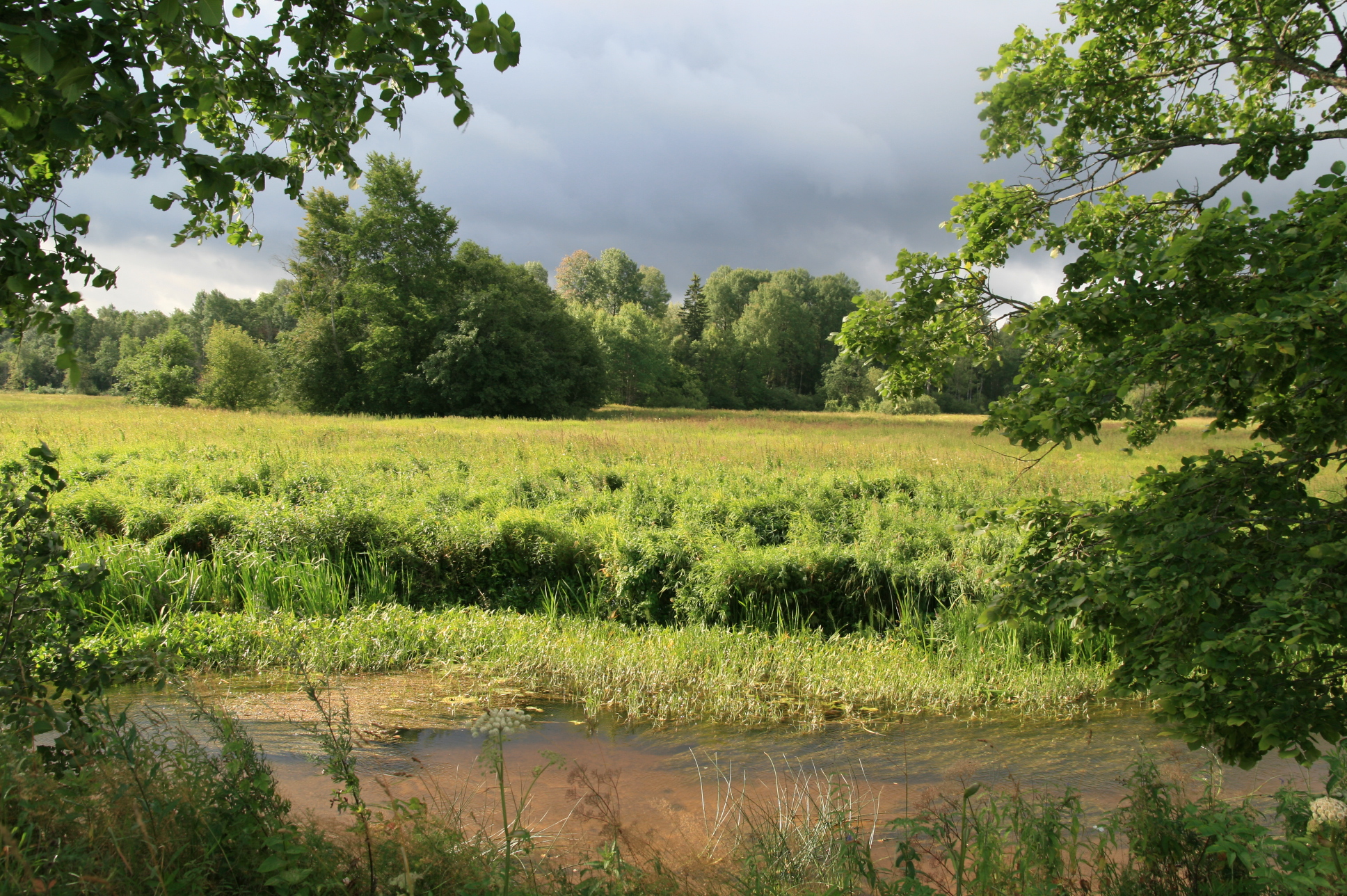
sông Pedja ở Trung tâm bảo tồn thiên nhiên Alam-Pedja gần Kirna
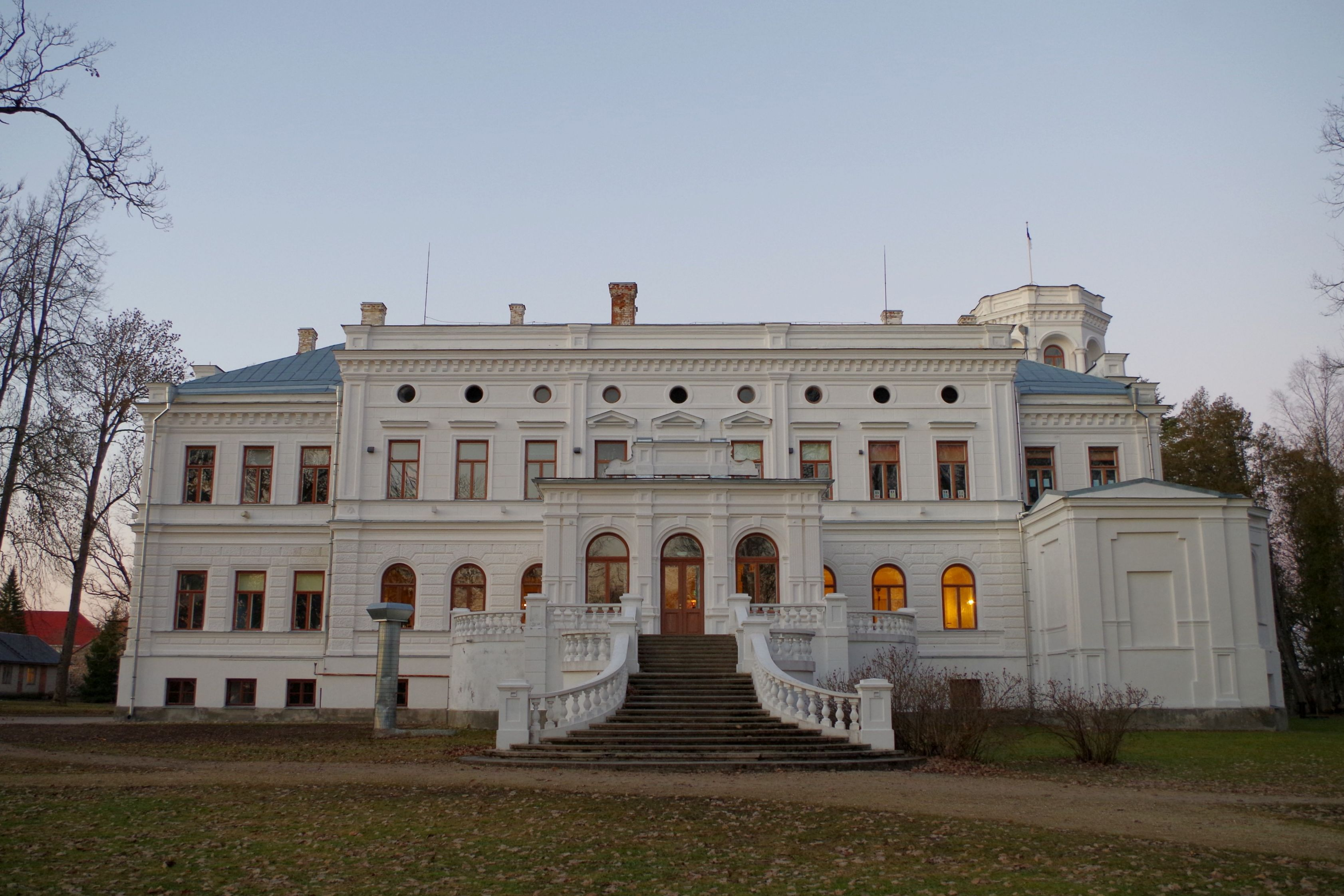
Gian chính biệt thự Puurmani